# 异色柿
毛柿（台灣植物誌）或異色柿（中國植物誌），也叫番柿、台灣黑檀、台灣烏木、菲律賓烏木（英語：或），是柿樹科柿樹屬下的一个種，原產台灣的蘭嶼、綠島、龜山島、恆春半島以及菲律賓、婆羅洲，在廣州、東南亞、南亞、中美洲等地有栽培。

## 利用
其心材是一种重要的条纹乌木。
果實可以食用。

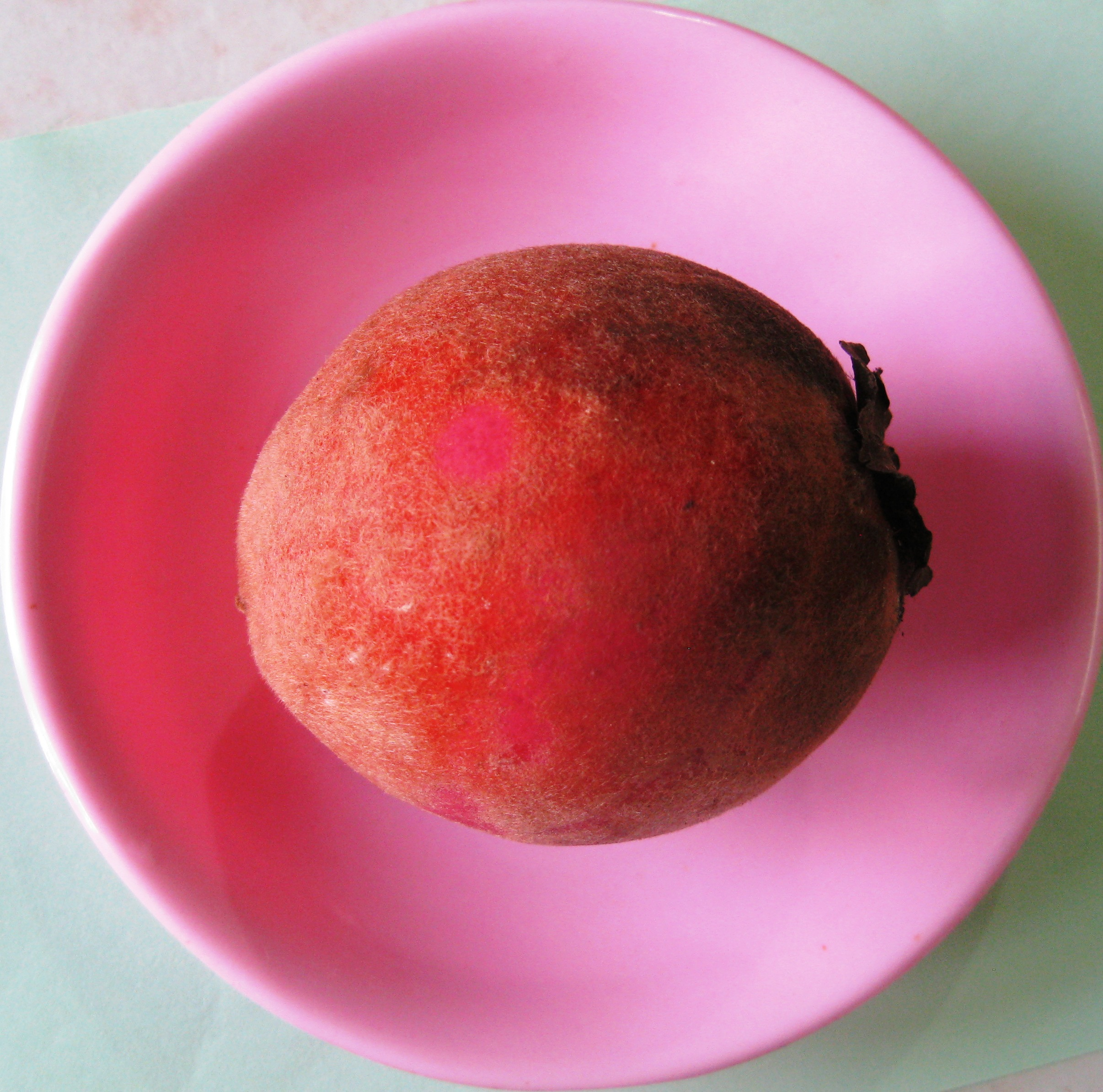
异色柿果實
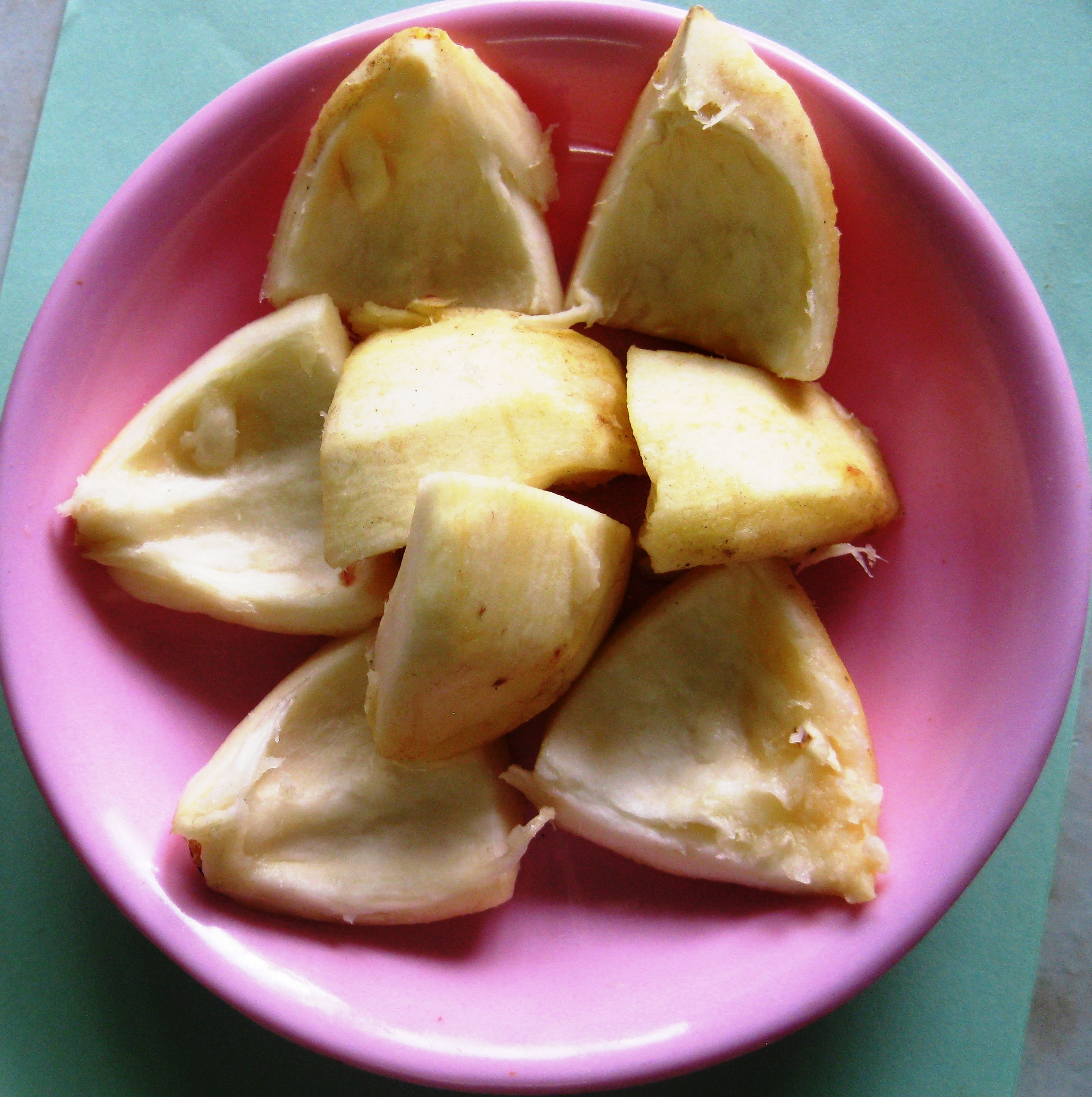
削皮、切塊、去籽後的异色柿果實